# 벨링캣
벨링캣(Bellingcat, bell¿ngcat으로 표기)은 네덜란드에 본부를 둔 사실 확인과 오픈 소스 정보를 전문으로 하는 탐사보도 단체이다. 2014년 7월 영국의 시민 기자이자 전 블로그 운영자인 엘리엇 히긴스가 설립했다. 전문가 및 시민 기자의 전쟁, 인권 침해, 범죄 조직 등에 대한 조사 결과를 공개한다. 또한 탐사보도 기법에 대한 가이드와 사례 연구를 공유하고 있다.
시리아 내전에서의 무기 사용에 대한 조사로 시작했다. 러시아-우크라이나 전쟁 (보잉 777기 격추 사건 포함), 엘 후퀴토 습격, 예멘 내전, 알렉세이 나발니 중독, 세르게이 스크리팔 부녀 중독 사건, 카메룬군에 의한 민간인 학살에 대한 보고서는 국제적인 주목을 받았다.

## 이름
이름은 중세 우화에서 쥐들이 고양이를 해치지 않도록 하는 방법을 논의하는 내용에서 유래한 관용구인 "고양이 목에 방울 달기"에서 따왔다.

## 역사

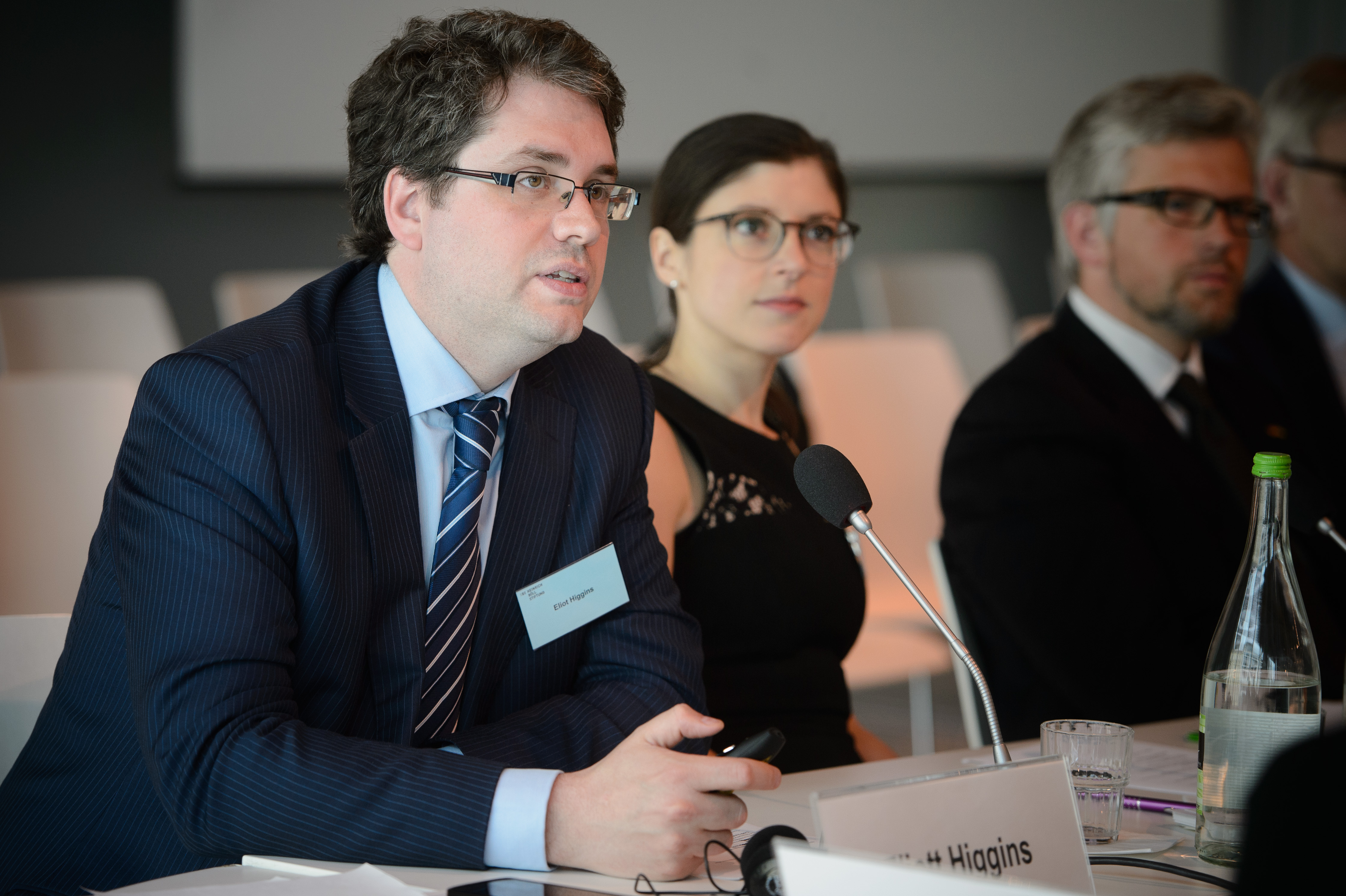
엘리엇 히긴스와 알리나 폴리아코바 (애틀랜틱 카운슬 부국장)가 2015년 베를린에서 열린 "21세기 러시아의 허위 정보" 학술회의에서 발표하고 있다.

엘리엇 히긴스의 2011년부터 오픈 소스 정보에 대해서 관심을 가지게 되었다. 《가디언》의 댓글에서 위성 이미지로 비디오를 확인할 수 있다는 것을 알게 되었다. 2012년 3월, 그는 프랭크 자파의 노래에서 따온 "브라운 모세"라는 가명으로 블로그를 시작했으며, 이를 통해 시리아 내전의 비디오 영상에 대한 연구 결과를 공개했다. 그는 인터넷에서 수백 개의 짧은 클립을 살펴보고, 그 위치를 파악했으며, 사용된 무기의 세부 정보를 조사했다. 그 결과, 히긴스는 시리아 정권이 집속탄과 화학 무기를 사용했다는 것을 입증했다. 2013년, 히긴스는 구타 화학 공격 사건을 바샤르 알아사드와 연결지었다.
벨링캣의 첫 번째 주요 보도는 외부 자금 없이 자원봉사자들이 주로 진행한 2014년 말레이시아 항공 17편 격추 사건 (MH17)이었다. 러시아가 책임이 있다는 결론은 2018년 5월 25일 보고서에서 MH17 격추가 러시아군에 의해 시작되었다고 밝힌 네덜란드 주도의 국제 공동 조사 팀 (JIT)에 의해 나중에 확인되었다. 구글 어스를 사용한 다른 조사에서 벨링캣과 협력한 자원봉사 조사관들은 이슬람 국가 훈련 캠프의 좌표와 미국 기자가 살해된 장소를 발견했다고 밝혔다.
2018년부터 벨링캣 웹사이트는 네덜란드의 Stichting Bellingcat에서 운영한다.(번역. 벨링캣 재단). 이 조직은 "대화형 지리 공간 데이터 스크랩 방법" 및 "위성 이미지로 불탄 마을 식별 방법"과 같은 데이터 분석 및 보고서 작성 방법에 대한 가이드를 발행한다.
2019년 기준, 이 조직은 히긴스 외에 16명의 정규 직원과 최소 60명의 기여자가 있다. 이전 사무실은 영국 레스터에 있었지만, 2018년 임박한 브렉시트와 직원 채용 및 이동성에 대한 우려로 인해 주요 사무실을 네덜란드의 암스테르담으로 이전했다. 2021년부터 독일 베를린의 새로운 조사 커먼스 센터에도 거점을 두고 있다.

### 자금 조달 및 지원
히긴스는 2014년 7월 14일 (베타 버전) 벨링캣 플랫폼을 시작했고, 다음 달 킥스타터 크라우드 펀딩 플랫폼을 통해 5만 파운드의 개인 기부금을 모금했으며, 2017년에 추가 크라우드 펀딩을 진행했다. 자금의 절반은 보조금 및 기부금에서 오고, 나머지 절반은 오픈 소스 조사의 기술을 가르치는 워크숍 운영에서 온다.
Civitates-EU Porticus (organization) 브렌닌크메이어 가문 자선 단체, Adessium Foundation, 전미민주주의기금 (NED), PAX for Peace, 네덜란드 우편 복권, Digital News Initiative, Zandstorm CV 및 Sigrid Rausing Trust로부터 보조금을 받았다. 히긴스는 많은 보조금 중 상당 부분이 직접적으로 조사를 지원하지 않고 문서 번역 및 교육과 같은 지원 서비스에 사용된다고 말했다. 히긴스는 Polygraph.info에 NED 및 OSF의 보조금은 기자와 연구원의 조사를 지원하는 벨링캣 프로그램에 사용된다고 말했다. 그는 "보조금으로 받은 대부분의 자금은 러시아 관련 조사와 관련이 없다"고 말했다.
네덜란드 네덜란드 우편 복권으로부터 50만 유로의 상금을 받았고, 이 자금으로 2019년 헤이그에 새로운 사무실을 열었다.
벨링캣 웹사이트는 다양한 회사로부터 재정적 기여를 받을 뿐만 아니라 소프트웨어 접근 및 플랫폼 리소스와 같은 특별 할인 및 현물 기부도 받고 있다고 언급했다.

## 주목할 만한 사건

### MH17

2014년 7월 17일 암스테르담발 쿠알라룸푸르행 말레이시아 항공 17편의 경로.

2014년 7월 17일 말레이시아 항공 17편 여객기가 암스테르담에서 쿠알라룸푸르로 비행하던 중 우크라이나 동부 상공에서 격추되었다. 보잉 777기가 "고에너지 물체"의 충격을 받은 후 승객 283명과 승무원 15명 전원이 사망했다.
기자회견에서 러시아 관계자들은 우크라이나군이 여객기를 파괴했다고 주장하며 레이더 데이터, 전문가 증언, 위성 이미지를 제시했다. MH17 근처에 다른 항공기가 있었다는 레이더 데이터는 전문가들에 의해 MH17에서 떨어진 잔해로 밝혀졌다. 키이우에 있는 스페인 항공 관제사라고 주장하는 한 남성은 인터뷰에서 두 대의 우크라이나 전투기가 말레이시아 항공기를 따라갔다고 밝혔다. 스페인 대사관은 나중에 키이우 공항에 스페인 항공 관제사가 없다고 밝혔다. 위성 이미지는 항공기가 여객기에 발포하는 것을 보여주지만, 이 사진이 구글 이미지의 합성 이미지이며 말레이시아 항공 로고도 잘못 배치되어 있다고 폭로했다.
2014년 11월 9일, 벨링캣 MH17 조사팀은 "MH17: 분리주의자의 부크 출처"라는 보고서를 발표했다. 오픈 소스, 주로 소셜 미디어의 증거를 바탕으로, 이 보고서는 7월 17일 동부 우크라이나에서 촬영 및 사진 촬영된 부크 미사일 발사기가 MH17 항공편 격추와 관련이 있다고 밝혔다. 보고서는 사진과 지도를 포함하고 있으며, 7월 17일 동부 우크라이나에서 부크의 움직임, 부크가 러시아 쿠르스크의 러시아 방공군 제53대공미사일여단에서 유래했다는 증거, 우크라이나 국경으로 향하는 차량 행렬, 7월 17일 이후 같은 행렬에서 목격된 차량의 활동을 자세히 설명한다. 네덜란드 주도의 국제 공동 조사 팀은 나중에 유사한 결론을 내렸다. 네덜란드 국립 범죄 수사대장은 MH17 격추 미사일이 "러시아 연방 쿠르스크의 제53대공미사일여단 출신"이라고 공식적으로 결론 내렸다고 말했다.
2015년 6월, 러시아가 MH17 재난 위성 이미지를 조작하기 위해 어도비 포토샵을 사용했다는 증거를 발표했다. 독일의 이미지 포렌식 전문가인 옌스 크리제는 벨링캣의 보고서가 결론에 도달하는 데 유효하지 않은 방법을 사용했다고 말했다. 후속 보고서에서 크라우드 펀딩된 위성 이미지와 추가 분석을 공개하여 그들의 주장을 뒷받침했다.
2017년 12월에 벨링캣이 발표한 기사는 2017년 영국 정보안보위원회 보고서의 인용을 인용하여 영국 비밀정보국(SIS) 소식통이 MH17을 격추한 미사일 발사기를 "러시아군이 공급하고 나중에 회수했다는 것을 합리적인 의심을 넘어 알고 있다"고 말했다는 내용을 담고 있다.
2019년 7월, 말레이시아 항공 17편 격추 사건 조사에 대한 심층적인 내용을 다룬 6부작 팟캐스트 시리즈를 노벨 오디오가 제작하여 공개했다. 2020년 7월에 추가로 두 개의 에피소드가 공개되었다.

### 러시아-우크라이나 전쟁
2016년 12월 21일, 2014년 여름 우크라이나 정부군에 대한 국경 간 러시아 포격 공격과 친러시아 분리주의자 지원에 대한 분석 보고서를 발표했다.
2022년 2월에 시작된 2022년 러시아의 우크라이나 침공 기간 동안 우크라이나에서 발생한 여러 건의 집속탄 발견에 대해 보도했다. 또한 이 단체는 우크라이나 민간인 대상 전쟁 범죄 증거를 수집하고 있다. 특히 마리우폴 극장 공습과 마리우폴 산부인과 병원 공습에 대한 정보가 포함되어 있다. 벨링캣 웹사이트는 우크라이나 민간인에게 해를 끼칠 수 있는 사건에 대한 정보가 포함된 페이지를 유지하고 있다.
2022년 12월 26일, 벨링캣의 러시아 수사관 크리스토 그로제브가 러시아의 수배 대상 목록에 올랐다는 사실이 알려졌다.

### 시리아 내전

ISIL (회색) 영역 변화 2014–2016

2011년 3월 정치 시위가 폭력으로 변한 후, 시리아 내전은 시리아 아랍 공화국, 시리아 반정부군, 이라크 레반트 이슬람 국가, 그리고 다른 전투원들 사이의 지속적인 분쟁이었다. 주로 전쟁 중인 파벌과 그들이 사용하는 무기와 장갑에 대해 분석하며, 주류 언론이 일반적으로 보도하지 않는 뉴스도 보도한다. 오픈 소스 및 소셜 미디어 조사에 특화된 기여자 네트워크를 활용하며, 다른 사람들이 같은 방법을 배울 수 있도록 가이드와 사례 연구를 만든다.
2014년 4월, 어린이를 포함한 시리아 민간인에게 화학 무기가 사용되었다는 증거를 발표했다. 히긴스는 지역 출처에서 가져온 비디오 영상과 염소 실린더의 일부로 보이는 영상을 수집하고 분석하면서, 실린더 내용물을 확인할 수는 없지만 "비디오에 묘사된 부상은 모두 화학 물질 노출과 일치하는 것으로 보인다"고 말했다.
2016년 6월, 신시리아군에 대해 집속탄이 사용되고 있음을 보여주는 기사를 발표했다. 러시아군이 사용한 것과 동일한 무기가 사용되었음을 보여주는 직접 출처의 사진 증거를 제공했다.
2017년 2월, ISIL이 목표물에 폭발물을 떨어뜨리기 위해 기본적인 드론을 어떻게 사용하고 있는지 상세히 설명하는 기사를 발표했다. 트위터 및 기타 소셜 미디어 플랫폼의 영상을 분석한 결과, 드론이 개조된 40mm 유탄을 떨어뜨리는 것으로 밝혀졌다.
2016년 9월, 시리아 병원 폭격을 부인하는 러시아의 주장에 대한 사실 확인 기사를 발표했다. 이 기사는 유튜브 영상과 페이스북 이미지를 분석하고, 러시아군이 공격한 것으로 확인된 지역과 비교했다. 이 기사는 해당 병원이 러시아군 공격 지역 내에 있었지만, 러시아는 이러한 주장을 부인한다고 보도했다.
2017년 3월, 최대 49명의 민간인이 사망한 2017년 알지나 모스크 공습에 대한 조사 보고서를 발표했다. 이 기사에는 사용된 폭탄의 잔해 사진이 포함되어 있으며, 그 파편이 미군이 사용한 유사한 폭탄의 것과 동일함을 보여준다.
2019년과 2020년, 2018년 봄에 발생한 두마 화학 공격에 대한 OPCW의 조사 결과를 다룬 보고서를 발표했다.

### 엘 후퀴토 습격
2018년 5월, 법의학 건축 및 베네수엘라 언론인들과 협력하여 비디오, 사진, 유출된 경찰 무선 통신 오디오 및 공식 성명을 포함한 엘 후퀴토 습격과 관련된 거의 70건의 증거를 수집, 시간 측정 및 위치를 파악하고, 반란군 경찰관 오스카르 페레스와 그의 동료들이 초법적 살인의 희생자인지를 판단하기 위한 추가 자료를 요청했다.

### 예멘 내전
사우디아라비아 주도 예멘 개입에 의한 2018년 하지주 공습에 사용된 폭탄이 미국 회사 레이시온에서 제조되었다고 밝혔다.
2018년 11월, 후티의 계열사 뉴스 채널인 알마시라를 통해 아랍에미리트의 두 공항, 아부다비 국제공항 및 두바이 국제공항을 대상으로 한 미사일 공격에 대한 방송에 대한 조사 결과를 발표했다. 조사 보고서는 "후티가 주도한 드론 공격이 아부다비나 두바이에서 발생했을 가능성은 매우 낮다"고 결론지었다. 보고서에 따르면, 공격 주장은 선전 노력에 해당하며 후티 지도자들의 "선전 패턴" 주장을 따랐다.

### 스크리팔 중독 사건
2018년 3월 4일 세르게이 스크리팔 중독 사건 용의자에 대한 RT의 인터뷰 이후, 공식적인 이야기와 일치하지 않는 용의자의 여권 데이터와 러시아 비밀 서비스와의 가능한 연관성을 보여주는 자료를 발표했다. 러시아 외무부는 보도를 부정하고 벨링캣이 서방 정보기관과 관련이 있다고 주장했다. 두 명의 남성이 공격을 실행한 것으로 보인다고 지목되었는데, 용의자 중 한 명이 GRU 소속 아나톨리 체피가 대령이라고 밝혔다. 다른 용의자는 GRU 대령 알렉산데르 미쉬킨으로 밝혀졌다. 2019년 6월, 데니스 세르게예프 소령이 "세르게이 페도토프"라는 이름으로 런던에 왔으며, IMEI가 없는 단일 러시아 "고스트 폰"으로 많은 전화를 걸고 받으며 작전을 지휘한 것으로 보인다고 보도했다. 용의자들의 여행, 여권, 운전 데이터베이스에 성공적으로 접근한 후 세르게예프의 전화 위치 데이터를 분석하여 런던에서의 그의 움직임을 추적했다.
《가디언》의 한 기사는 "러시아군 및 외교 관계자들과 자주 충돌했으며, 이들은 증거 없이 벨링캣이 증거를 조작하고 외국 정보기관의 위장 조직이라고 주장해 왔다"고 보도했다. 러시아 언론은 벨링캣이 러시아 및 다른 NATO 적대국들을 약화시키기 위해 미국 정부의 자금 지원을 받는다고 말했다.

### 크라이스트처치 모스크 총기 난사
2019년 3월 15일 크라이스트처치 모스크 총기 난사 사건 이후, 《컬럼비아 저널리즘 리뷰》가 "크라이스트처치 살인범의 동기와 움직임에 대한 포괄적이고 맥락화된 보고서"라고 언급한 내용을 발표했다. 온라인 게시물에서 브렌턴 태런트는 다양한 "백인 몰살론" 주장을 반복하며, 수십 명의 무슬림 살해는 그들이 백인보다 더 많이 번식하는 "침략자"이기 때문이라고 말한다. 로버트 에반스는 선언문을 shitposting으로 언급하며, "인터넷 사용에 익숙하지 않은 시청자들에게 감정적인 반응을 유발할 목적으로 방대한 양의 콘텐츠, 대부분은 비꼬는 저품질 트롤링을 내보내는 행위"로 정의했다.

### 카메룬
BBC의 '아프리카 아이'가 카메룬군 대원들이 두 여성과 아이들을 살해한 사건을 조사하는 데 도움을 주었다. 이는 2018년 7월 소셜 미디어에 비디오가 등장한 후 카메룬 정부가 처음에는 "가짜 뉴스"라고 일축했다가 나중에 7명의 군인이 학살 혐의로 체포되었다는 사실을 인정했다. 이 조사 결과, 미국은 카메룬군에 대한 자금 지원 1,700만 달러를 철회했으며 유럽 의회는 "정부군에 의한 고문, 강제 실종, 초법적 살인"을 비난하는 결의안을 통과시켰다.

### PS752
2020년 1월 8일 이란 테헤란 이맘 호메이니 국제공항에서 이륙 직후 우크라이나 국제항공 752편이 추락한 후, 뉴욕 타임스가 입수한 영상을 분석하고, 영상 출처를 공항 서쪽 교외인 파란드의 주거 지역으로 지리적 위치를 파악했다.

### 2020년 나고르노카라바흐 전쟁
2020년 10월 15일, 아제르바이잔 군인이 아르메니아인 포로 두 명을 처형하는 영상이 공개되었으며, 영상을 분석하여 영상이 실제이며 처형된 두 명이 2020년 10월 9일부터 15일 사이에 아제르바이잔군에게 잡혔다가 나중에 처형된 아르메니아 전투원이라고 결론지었다.

### 알렉세이 나발니 및 다른 사람 중독 사건
2020년 12월, 러시아 연방보안국 (FSB) 화학 물질 사용 전문 부대가 2017년 대선 출마 계획을 발표한 순간부터 야당 지도자 알렉세이 나발니를 추적해 왔으며, 2020년 8월 그가 군사용 노비촉 신경 작용제로 중독되었을 때 시베리아 톰스크 인근에 요원들이 있었다는 내용의 조사를 발표했다. 그들은 또한 나발니와 그의 아내가 칼리닌그라드를 방문했을 때 같은 잠복 요원들의 행동에서 유사한 패턴을 제안했다. 그때 아내는 나중에 그가 중독되었을 때와 유사한 증상으로 병에 걸렸다. 나발니의 평가는 칼리닌그라드에서 요원들이 그를 중독시키려 했지만, 그의 아내가 실수로 노비촉을 받았다는 것이다. 이 조사는 12월 14일에 발표되었으며, FSB의 직접적인 중독 가해자와 암살 시도자의 이름을 모두 공개했다.
2022년 다큐멘터리 영화 나발니는 불가리아 벨링캣 언론인 크리스토 그로제브가 푸틴의 연루 가능성을 시사하는 음모의 세부 사항을 밝혀내는 내용을 다룬다.
나중 조사에 따르면, 같은 FSB 요원 팀이 러시아에서 야당 정치인 블라디미르 카라-무르자와 작가 및 시인 드미트리 비코프를 포함한 다른 여러 사람을 중독시켰다.

### 티그라이 전쟁
2020년 11월 티그라이주에서 시작된 티그라이 전쟁 동안, BBC 뉴스 아프리카 아이 및 뉴스y와 함께 암하라어를 사용하는 에티오피아 방위군 병사들에 의해 15~73명의 티그라이인들이 초법적으로 처형된 것으로 보이는 5개 영상에 대한 지리 위치 분석을 발표했다. 희생자들은 총에 맞은 후 절벽 가장자리에서 떨어뜨려졌다. 날짜는 2021년 1월 중순으로 보이며, 벨링캣 및 다른 조사관들은 그 위치를 악숨 학살, 티그라이 전쟁 주요 학살 중 하나가 이전에 주로 2020년 11월 28~29일 에리트레아 방위군에 의해 자행되었던 마히베레 데구 마을에서 남쪽으로 약 15 킬로미터 (9.3 mi) 떨어진 곳 근처로 파악했다.

### 서파푸아 독립 운동
인도네시아에서 서파푸아 독립 운동을 겨냥한 친인도네시아 정부 콘텐츠를 통한 정보 작전에 대해 보도했다. BBC 언론인 벤자민 스트릭은 "트위터의 봇 계정 네트워크로 촉진된 이 캠페인은 인스타그램, 페이스북, 유튜브로 확대된다"고 썼다. 2020년 4월, 트위터는 인도네시아 정부와 관련된 선전 계정을 삭제했다.

### QAnon, 미국 의회 습격, 애슐리 배빗
2021년 1월 6일 트럼프 지지자들에 의한 2021년 미국 국회의사당 습격 사건 및 습격에 가담한 애슐리 배빗의 치명적인 애슐리 배빗 총격 사건에 대해서도 보도했다. 그들은 배빗과 큐어넌 및 다른 음모론의 영향에 대해 보도했으며, 이는 급진화 과정과 유사하다고 평가했다.

### 마리아 아델라 조사
2021년 페루 출신의 보석 디자이너라고 주장하는 마리아 아델라 쿠펠트 리베라에 대한 조사를 시작했다. 2005년 마리아 아델라는 페루 시민 데이터베이스에 등록 신청을 했다. 페루 출생 증거 부족으로 신청은 거부되었고 그녀의 신원은 알 수 없음으로 표시되었다. 마리아의 여러 지인들을 인터뷰했으며, 그녀의 위장 신원이 1980년 올림픽을 위해 소련으로 여행을 떠난 어머니가 버린 소녀라고 말했다. 모스크바에 있는 그녀의 어린 시절 주소 근처에 살았던 사람들은 그녀에 대해 들어본 적이 없다고 말했다. 이 외에도 연구원들은 마리아 아델라의 러시아 여권과 다른 GRU 요원의 여권 사이에 유사점을 발견했다. 나폴리 라이온스 클럽의 임원으로서 그녀는 많은 NATO 장교 및 관리들과 접촉했다. 얼굴 인식 소프트웨어를 사용하여 마리아 아델라는 GRU 스파이 올가 콜로보바인 것으로 확인되었다.

## 반응
국제앰네스티 캠페인 매니저인 크리스티안 베네딕트는 2013년 더 뉴요커에 많은 조직에 분석가가 있지만 히긴스는 기존 조사 팀보다 빠르다고 말했다.
아이 신문에 따르면, 투명성으로 주목받고 있는데, 벨링캣의 조사 보고서는 "이야기를 어떻게 찾았는지와 사용한 기술"을 설명하기 때문이다.
외교 정책에 보도된 바와 같이, 벨링캣(및 기타)과 같은 오픈 소스 인텔리전스 매체의 예상치 못한 이점 중 하나는 미국 정보 공동체가 자체 출처나 방법을 공개하지 않고도 러시아 대외정보국 작전을 공개적으로 논의할 자유를 준다는 것이다.
2021년 10월 8일, 러시아에서 "외국 대리인"으로 지정되었다. 2022년 7월 15일, 라트비아에 본사를 둔 파트너사인 더 인사이더와 함께 러시아에서 금지되었다. 이 제한에 따라 벨링캣 또는 더 인사이더를 지원하는 러시아 시민은 형사 기소될 수 있으며, 해당 출판물을 인용하는 것도 제한된다. 러시아 검찰총장실은 해당 매체들이 "러시아 연방 안보에 위협을 가하기" 때문에 금지되었다고 밝혔다. 히긴스는 금지에 대해 "러시아에 법적, 재정적 또는 직원 주재를 하지 않으므로 러시아가 어떻게 이를 강제할 수 있을지 불분명하다"고 말했다. 2023년 2월, 불가리아 탐사 언론인이자 벨링캣 이사인 크리스토 그로제브는 러시아 보안 기관 및 빈의 협력자들로부터 자신에게 가해질 것으로 예상되는 위협 때문에 오스트리아의 집에서 망명 생활을 선택했다고 보도되었다.
뉴욕 리뷰 오브 북스에서 스털링 대학교 디지털 저널리즘 강사인 무하마드 이드레스 아흐마드는 벨링캣이 기존 언론 매체 및 연구 기관이 오픈 소스 조사를 수행하는 방식에 영향을 미쳤다고 말했다. 그는 이렇게 언급했다:
벨링캣의 성공은 훨씬 더 크고 오래된 미디어 기관(예: 뉴욕 타임스 시각 조사), 인권 단체(국제앰네스티 디지털 검증 군단; 휴먼 라이츠 워치 곧 출범할 OSINT 부서), 싱크탱크(애틀랜틱 카운슬 DFR 랩), 학술 기관(캘리포니아 대학교 버클리 캠퍼스 인권 조사 랩)에서 오픈 소스 연구 역량에 대한 투자를 장려했다.
 아흐마드는 뉴스룸 예산 감소로 인한 "해외 취재의 큰 공백"을 언급하며, 오늘날 디지털 환경에서 뉴스룸은 "기자를 해외로 보내는 것은 어리석은 일"이라고 확신하게 되었다고 말했다.
콜럼비아 대학교의 타우 디지털 저널리즘 센터, 포인터 연구소, 그리고 다른 저널리즘 학자들은 벨링캣 가이드를 기자 및 저널리즘 학생들에게 오픈 소스 조사를 수행하는 방법에 대해 추천했다.
외교 정책에 따르면, 벨링캣의 작업은 미국 정보 공동체에 귀중한 자산이 되었는데, 이는 벨링캣의 "조사 과정에 대한 투명성이 반박하기 어렵고 러시아가 책임을 회피하기 어렵게 만들기 때문"이다. 미국 정보기관에게는 항상 러시아의 불법 행위를 명확히 하면서 출처와 방법을 위태롭게 하지 않는 딜레마가 있었다. 벨링캣의 투명한 과정은 미국 정보기관이 러시아의 불법 행위를 명확히 할 필요가 없게 만든다. 전 CIA 지부장이었던 대니얼 호프먼은 "벨링캣의 가장 큰 가치는 우리가 러시아인들에게 가서 '봐라'라고 말할 수 있다는 점"이라고 말했다. 전 대통령 조지 W. 부시 재임 시절 유럽유라시아담당 국무부 차관보를 역임한 은퇴 외교관 대니얼 프리드는 "벨링캣이 이를 수행하는 이점은 정부 내에서 출처와 방법 논쟁을 벌일 필요가 없다는 점"이라고 말했다.

### 수상 경력
2015년 엘리엇 히긴스와 한스 요아힘 프리드리히스 상 특별상을 수상했다.
2017년 벨링캣 회원인 크리스티안 트리버트는 벨링캣 기사 "쿠데타 주모자들의 눈으로 본 2016년 튀르키예 쿠데타 미수"의 상세한 재구성으로 유럽 언론상 혁신상을 수상했다.
2018년 아르스 일렉트로니카상의 디지털 커뮤니티 부문 골든 니카 상을 수상했다.
2019년, 크리스토 그로제브와 그의 팀은 세르게이와 율리아 스크리팔을 중독시켰다고 주장되는 두 남성을 식별한 공로로 유럽 언론상 탐사 보도 부문을 수상했다.
2019년, 벨링캣과 뉴스이는 국제 분쟁을 조명하는 탐사 보도의 '혁신' 부문 스크립스 하워드 상을 수상했다.
2019년, 런던 프레스 클럽 디지털 언론인 상을 수상했다.
2019년, 벨링캣의 말레이시아 항공 17편 격추 사건 팟캐스트는 정치학 협회 올해의 정치 팟캐스트 상을 수상했다.
2019년, 네덜란드 마키아벨리 재단으로부터 마키아벨리 상을 수상했다.
2020년, 벨링캣과 뉴스이는 뉴스 & 다큐멘터리 에미상 최우수 신규 접근 방식: 현장 뉴스 부문에 후보로 올랐다.
2020년, 말레이시아 항공 17편 격추 사건 팟캐스트로 오디오 및 라디오 산업상 최우수 논픽션 시리즈 동상과 최우수 독립 팟캐스트 은상을 수상했다.
2021년, 벨링캣 팟캐스트 - 시리즈 2는 2021년 국제앰네스티 미디어 어워드에서 라디오 및 팟캐스트 상을 수상했다.
2021년 CNN과 러시아 야당 지도자 알렉세이 나발니 중독 사건 조사와 관련하여 '뉴스 캐스트의 뛰어난 탐사 보도' 및 '뛰어난 연구: 뉴스' 부문에서 두 개의 에미상을 수상했다.
2022년, 벨링캣과 그 이사인 크리스토 그로제브는 ICFJ 국제 보도 혁신상을 수상했다.
2022년 올해의 국제 뉴스 미디어 기관으로 선정되었다.
2023년 혁신적인 방법으로 새로운 세대의 탐사 보도를 이끈 공로로 WIN WIN 예테보리 지속 가능성 상을 수상했다.
2023년, 안네 야콥센 기념상은 투명하고 신뢰할 수 있는 저널리즘에 대한 흔들림 없는 헌신으로 벨링캣에 수여되었다.

## 영화

### 벨링캣: 탈진실 시대의 진실(2018)
2018년 다큐멘터리 영화 벨링캣: 탈진실 시대의 진실이 개봉되었다. 이 영화는 스크리팔 중독 사건 및 말레이시아 항공 17편 격추 사건을 포함한 벨링캣의 탐사 보도 작업을 다룬다.
이 영화는 2019년 국제 에미상 다큐멘터리 부문을 수상했다.

### 나발니(2022)
2022년, 다니엘 로허 감독의 나발니는 러시아 야당 지도자 알렉세이 나발니, 그의 중독 및 블라디미르 푸틴의 권위주의 정권과의 투쟁에 관한 다큐멘터리이다. 벨링캣과 더 인사이더가 슈피겔과 CNN과 협력하여 수행한 공동 조사에서 러시아 연방보안국이 러시아 정부 최고위층의 지시로 나발니 중독에 연루되었음을 시사하는 방대한 통신 및 여행 데이터를 발견했다. 벨링캣의 주요 연구원으로 활동한 크리스토 그로제브는 다큐멘터리의 주인공 중 한 명이며, 조사 자체도 주요 스토리라인이다.
이 영화는 2022년 1월 25일 프리미어 상영된 선댄스 영화제에서 페스티벌 최우수작 및 미국 다큐멘터리 부문 관객상을 수상했다. 영국에서는 제76회 BAFTA 시상식에서 최우수 다큐멘터리 상을 수상했으며, 제95회 미국 아카데미 시상식 (2023)에서는 최우수 다큐멘터리 장편 영화 오스카상을 수상했다.

## 문학
엘리엇 히긴스의 2021년 저서 우리는 벨링캣이다는 조직의 창립과 활동을 기록하고 있다.

## 참고 문헌
1. 1 2  “General Information”. 《Bellingcat》. 2023년 10월 3일에 확인함.
2. 1 2  “About”. 《bellingcat》. 2014년 8월 26일에 원본 문서에서 보존된 문서. 2021년 3월 3일에 확인함. © 2014: Brown Moses Media Ltd. Office: 6th, 3rd Floor, 37 New Walk, Leicester, LE1 6TA Company No: 8818771
3. 1 2  Higgins, Eliot (2014년 7월 15일). “What is Bellingcat”. 《Brown Moses Blog》. 2014년 10월 22일에 원본 문서에서 보존된 문서. 2021년 3월 2일에 확인함. 2014년 7월 이후 활동 없음
4. 1 2 3 4 5 6 7 8  Ahmad, Muhammad Idrees (2019년 6월 10일). “Bellingcat and How Open Source Reinvented Investigative Journalism”. 《뉴욕 리뷰 오브 북스》. 2019년 6월 10일에 확인함.
5. ↑  “How Bellingcat became Russia's 'biggest nightmare'”. 《라디오 프랑스 앵테르나시오날》 (영어). Paris. AFP 통신. 2022년 9월 7일. 2023년 4월 25일에 확인함.
6. ↑  “Bellingcat, Netherlands”. 《GIJN(Global Investigative Journalism Network)》. 2021년 7월 9일에 원본 문서에서 보존된 문서. 2021년 7월 3일에 확인함.
7. ↑  Roache, Madeline (2021년 3월 2일). “Bellingcat Has Revealed War Crimes in Syria and Unmasked Russian Assassins. Founder Eliot Higgins Says They're Just Getting Started”. 《타임》. 2022년 6월 21일에 확인함.
8. ↑  “To bell the cat - definition of To bell the cat by The Free Dictionary”. 《Thefreedictionary.com》. 2016년 12월 24일에 확인함.
9. ↑  “Conference: Exposing Russian Disinformation in the Twenty-First Century. Berlin, Germany”. 《애틀랜틱 카운슬》. 2015년 6월 30일. 2021년 3월 3일에 확인함.
10. ↑  “About the Eurasia Center”. 《애틀랜틱 카운슬》. 2021년 3월 3일에 확인함.
11. ↑  “Exposing Russian Disinformation in the 21st. Century - Welcoming remarks”. 《하인리히 뵐 재단》 (영어). 2015년 7월 21일. 2021년 3월 3일에 확인함.
12. ↑  하인리히 뵐 재단 (2015년 7월 3일). “Exposing Russian Disinformation in the 21st. Century - Welcoming remarks”. via: 유튜브. 2021년 3월 3일에 확인함.
13. ↑  하인리히 뵐 재단 (2015년 7월 3일). “Russia's disinformation campaign in Europe” (영어). via: 유튜브. 2021년 3월 3일에 확인함.
14. ↑  하인리히 뵐 재단. “Hiding In Plain Sight: Putins War In Ukraine And Boris Nemtsovs Putin.War” (영어). via: 사운드클라우드. 2021년 3월 3일에 확인함. Presentation of Boris Nemtsov's Russia. War; Presentation of Hiding in Plain Sight Report; Panel discussion on what the US and European policy makers and Russian opposition leaders should do to counter Russian disinformation;
15. ↑  “EliotHiggins/status”. 《twitter.com》. 2021년 4월 2일에 확인함.
16. ↑  Gross, Terry (2021년 3월 2일). "How Bellingcat's Online Sleuths Solve Global Crimes Using Open Source Info". NPR.
17. ↑  “Brown Moses Blog: March 2012”. 《Brown-moses.blogspot.de》. 2016년 12월 24일에 확인함.
18. ↑  “Kickstarter-funded journalists found an ISIL training camp using Google Earth and Bing Maps”. 2014년 8월 24일. Leicester에 있는 자신의 침실에서 시리아가 화학 무기를 사용하고 있다는 것을 증명했다
19. ↑  Moses, Brown (2014년 4월 22일). “Evidence From 2 Weeks Of Chlorine Barrel Bomb Attacks”. 《brown-moses》. 2017년 3월 21일에 확인함.
20. ↑  “Watch out for Bellingcat”. 《컬럼비아 저널리즘 리뷰》 (영어). 2017년 3월 19일에 확인함.
21. 1 2 3 4 5 6 7 8  “Russia's Latest Attempt to Smear Bellingcat Over MH17 – Unsuccessful”. 《Polygraph.info》. 2018년 8월 7일. 2019년 5월 17일에 원본 문서에서 보존된 문서. 2019년 5월 17일에 확인함.
22. ↑  “Update in criminal investigation MH17 disaster”. 2019년 12월 19일에 원본 문서에서 보존된 문서. 2020년 12월 29일에 확인함.
23. ↑  “Bellingcat: the home of online investigations”. 《Kickstarter》 (미국 영어). 2017년 3월 19일에 확인함.
24. ↑  Noack, Rick (2014년 8월 26일). “Here's how to track terrorists on Google Earth”. 《워싱턴 포스트》. ISSN 0190-8286. 2021년 7월 3일에 확인함.
25. ↑  “Handelsregister: Stichting Bellingcat”. 《KVK》 (네덜란드어). 상공회의소. 2021년 3월 3일에 확인함.
26. ↑  “Stichting Bellingcat”. 《opencorporates.com》. 2021년 3월 3일에 확인함. Vijzelstraat 20, Amsterdam, 1017HK, Netherlands
27. 1 2 3 4  Robin Millard (2018년 9월 29일). “UK site leads the way in Skripal case with online savvy”. 《AFP》. 2020년 11월 9일에 원본 문서에서 보존된 문서. 2018년 9월 30일에 확인함 – 야후! 뉴스 경유.
28. 1 2  
Oltermann, Philip (2021년 6월 27일). “Berlin's no 1 digital detective agency is on the trail of human rights abusers”. 《가디언》 (London, United Kingdom). ISSN 0261-3077. 2021년 6월 28일에 확인함.
29. ↑  “Citizen Journalists Are Banding Together to Fact-Check Online News”. 《바이스 미디어》. 2014년 7월 14일.
30. ↑  Beauman, Ned (2018년 8월 30일). “How to Conduct an Open-Source Investigation, According to the Founder of Bellingcat”. 《뉴요커》. ISSN 0028-792X.
31. ↑  “Civitates award grants worth €2,467,000 to 11 independent public-interest journalism organisations across Europe”. 《European Foundation Centre》. 2020년 11월 16일. 2020년 11월 26일에 원본 문서에서 보존된 문서. 2021년 3월 3일에 확인함.
32. ↑  “Independent public-interest journalism-grantees”. 《Civitates》. 2020년 11월 12일. 2021년 1월 17일에 원본 문서에서 보존된 문서. 2021년 3월 3일에 확인함. Civitates는 유럽 전역의 11개 독립 공공 이익 저널리즘 조직에 3년 동안 2,467,000 유로를 지원한다. ... 이 보조금은 2021년 초에 지급될 예정이다. 성공적인 11개 조직은 8개국에 기반을 두고 있으며, 운영 국가에 따라 알파벳 순으로 나열되어 있다.
33. ↑  Higgins, Eliot (2018년 10월 7일). “Eliot Higgins on Twitter”. 《트위터》. 2021년 7월 3일에 확인함.
34. 1 2 3  “Funding and How to Support Bellingcat”. 《Bellingcat》. 2023년 10월 3일에 확인함.
35. ↑  Eliot, Higgins. “Bellingcat: the home of online investigations”. 《Kickstarter》. 2018년 10월 1일에 확인함.
36. ↑  Sedee, Menno (2019년 6월 19일). “Nederland is nu de uitvalsbasis van de Bellingcat-speurders” [네덜란드는 현재 벨링캣 조사관들의 기지입니다]. 《NRC》 (네덜란드어). 2020년 12월 29일에 확인함.
37. ↑  “Video: James Carroll Explains Why Priesthood Should be Abolished, pt2”. 《PBS》. 2019년 6월 12일. 2020년 12월 29일에 확인함.
38. ↑  “How Bellingcat outfoxes the world's spy agencies”. 《www.spectator.co.uk》.
39. ↑  Walker, James (2019년 3월 5일). “Bellingcat to establish new office in The Hague after €500,000 funding win through Dutch postcode lottery”. 《Press Gazette》. 2020년 12월 29일에 확인함.
40. ↑  Jethro Mullen (2014년 9월 9일). “Report: MH17 hit by burst of 'high-energy objects'”. CNN. 2017년 3월 21일에 확인함.
41. ↑  Maxim Tucker (2015년 6월 22일). “Meet Eliot Higgins, Putin's MH17 Nemesis”. 《뉴스위크》. 2017년 3월 21일에 확인함.
42. ↑  Bellingcat (2014년 11월 9일). “Origin of the Separatists' Buk” (PDF). 《Bellingcat》.
43. ↑  “Probe: Missile that downed MH17 came from Russia-based unit”. 《워싱턴 포스트》. 2018년 5월 24일. 2018년 12월 18일에 원본 문서에서 보존된 문서.
44. ↑  Jens Kriese (2015년 6월 4일). “Expert Criticizes Allegations of Russian MH17 Manipulation”. 《슈피겔》. 2017년 6월 11일에 확인함.
45. ↑  “Bellingcat kontert Kritik mit neuen Satellitenbildern” [새로운 위성 이미지로 비판에 맞서다]. 《디 차이트》 (독일어). 2015년 6월 12일. 2020년 1월 8일에 원본 문서에서 보존된 문서. 2017년 6월 11일에 확인함.
46. ↑  Toler, Aric (2017년 12월 20일). “British Intelligence Report Confirms Russian Military Origin of MH17 Murder Weapon”. 《벨링캣》. 2017년 12월 21일에 확인함.
47. ↑  “The Bellingcat Podcast”. 《novel.audio》. Novel. 2020년 7월 27일. 2023년 10월 25일에 확인함. 고된 조사를 통해 – 휴대전화 기지국 데이터 확보부터 모스크바 거주자에게 콜드 콜까지 – 우리는 MH17에 대한 진실을 밝혀냈다
48. ↑  Sean Case; Klement Anders. “Putin's Undeclared War : Summer 2014 : Russian Artillery Strikes Against Ukraine” (PDF). 《Bellingcat.com》. 2016년 12월 24일에 확인함.
49. ↑  “Bellingcat Releases Report on Russian Artillery Strikes in Ukraine”. 《모스크바 타임스》. 2016년 12월 22일. 2021년 4월 10일에 확인함.
50. ↑  Tondo, Lorenzo (2022년 4월 21일). “Russia using cluster bombs to kill Ukrainian civilians, analysis suggests”. 《가디언》 (영어). ISSN 0261-3077. 2023년 4월 25일에 확인함.
51. ↑  “Bellingcat: Россия использует кассетные боеприпасы при обстрелах жилых кварталов в Украине. Они представляют особую опасность для мирных жителей”. 《메두자 (웹사이트)》 (러시아어). 2022년 3월 1일. 2023년 4월 25일에 확인함.
52. ↑  Sadeghi, McKenzie (2022년 3월 15일). “Fact check: Baseless claims that Russian attack on Mariupol hospital was 'staged'”. 《USA 투데이》. 2022년 5월 13일에 확인함.
53. ↑  “Electronic evidence of war crimes and the role of journalists, media and social media”. 《유럽 평의회》 (영어). 스트라스부르 - 키이우. 2022년 11월 30일. 2023년 4월 25일에 확인함.
54. ↑  “Kremlin Places Bellingcat's Christo Grozev on Wanted List”. 《모스크바 타임스》 (영어). 2022년 12월 26일. 2023년 5월 13일에 확인함.
55. ↑  Burnett, Erin (2023년 1월 12일). “He was just placed on Russia's most-wanted list. He has no idea why”. 《CNN》. 2023년 1월 12일에 확인함.
56. ↑  “Middle East unrest: Three killed at protest in Syria”. 《BBC 뉴스》. 2017년 3월 21일에 확인함.
57. ↑  “Who We Are”. 《벨링캣》. 2023년 10월 3일에 확인함.
58. ↑  “Syria Is Accused of Suffocating Its Citizens with Chlorine Bombs”. 《Vice News》. 2014년 4월 23일. 2018년 10월 2일에 원본 문서에서 보존된 문서. 2025년 5월 9일에 확인함.
59. ↑  Komar, Rao. “The al-Tanf Bombing: How Russia Assisted ISIS by Attacking an American Backed FSA Group with Cluster Bombs”. 《벨링캣》. 2016년 10월 8일에 원본 문서에서 보존된 문서. 2017년 3월 21일에 확인함.
60. ↑  Waters, Nick (2017년 2월 10일). “Death From Above: The Drone Bombs of the Caliphate”. 《벨링캣》. 2017년 3월 21일에 확인함.
61. ↑  Al-Khatib, Hady (2016년 9월). “Fact-Checking Russia's Claim that It Didn't Bomb a 5-Year-Old in Syria”. 《벨링캣》. 2017년 3월 21일에 확인함.
62. ↑  Triebert, Christiaan (2017년 3월 16일). “Confirmed: US Responsible for 'Aleppo Mosque Bombing'”. 《벨링캣》. 2017년 3월 21일에 확인함.
63. ↑  “The OPCW Douma Leaks Part 4: The OPCW Investigation”. 《벨링캣》. 2020년 2월 11일. 2020년 2월 12일에 확인함.
64. ↑  “'We are going to surrender! Stop shooting!': Reconstructing Óscar Pérez's Last Hours”. Bellingcat Investigation Team. 2018년 5월 13일. 2018년 5월 27일에 확인함.
65. ↑  “Was Óscar Pérez Murdered? You Could Help Us Find Out”. 《뉴욕 타임스》. 2018년 5월 13일. 2018년 5월 27일에 확인함.
66. ↑  “Investigación revela lo ocurrido durante las últimas horas de Óscar Pérez” [오스카르 페레스 마지막 시간 동안 일어난 일 공개] (스페인어). Efecto Cocuyo. 2018년 5월 13일. 2018년 12월 21일에 원본 문서에서 보존된 문서. 2018년 5월 27일에 확인함.
67. ↑  “American-Made Bomb Used in Airstrike on Yemen Wedding”. 《bellingcat, www.bellingcat.com》. 2018년 4월 27일.
68. ↑  “U.S. allies have killed thousands of Yemeni civilians from the air. After 22 died at a wedding, one village asks, 'Why us?'”. 《워싱턴 포스트》. 2018년 7월 26일.
69. ↑  “Made in America”. 《CNN》. 2019년 9월.
70. 1 2  Khalil Dewan (2018년 11월 7일). “Investigating Houthi Claims of Drone Attacks on UAE Airports”. bellingcat.com.
71. ↑  “Skripal Poisoning Suspect's Passport Data Shows Link to Security Services”. 《벨링캣》. 2018년 9월 14일.
72. ↑  Roth, Andrew (2018년 9월 15일). “Documents reveal Salisbury poisoning suspects' Russian defence ministry ties”. 《가디언》.
73. ↑  Roth, Andrew; Dodd, Vikram (2018년 9월 26일). “Salisbury poisoning suspect identified as Russian colonel”. 《가디언》. 2018년 9월 26일에 확인함.
74. ↑  Harding, Luke (2020년 6월 23일). “'A chain of stupidity': the Skripal case and the decline of Russia's spy agencies”. 《가디언》. 2020년 7월 5일에 확인함.
75. ↑  Mark Urban (2019년 6월 28일). “Skripal poisoning: Third Russian suspect 'commanded attack'”. 《BBC 뉴스》.
76. ↑  Roth, Andrew (2018년 9월 27일). “'We got really lucky': how novichok suspects' identities were revealed”. 《가디언》 (영국 영어). ISSN 0261-3077. 2019년 8월 4일에 확인함.
77. ↑  “Meet The Internet Researchers Unmasking Russian Assassins”. 《NPR.org》 (영어). 2019년 8월 4일에 확인함.
78. ↑  “Terrorism bred online requires anticipatory, not reactionary coverage”. 《컬럼비아 저널리즘 리뷰》 (영어). 2019년 8월 4일에 확인함.
79. ↑  “Shitposting, Inspirational Terrorism, and the Christchurch Mosque Massacre”. 《벨링캣》. 2019년 3월 15일.
80. ↑  “Africa Eye- Anatomy of a Killing”. 《www.bbc.co.uk》. 2019년 2월 7일. 2021년 1월 13일에 확인함.
81. ↑  “Video Apparently Showing Flight PS752 Missile Strike Geolocated to Iranian Suburb”. 《벨링캣》. 2020년 1월 9일. 2021년 7월 1일에 확인함.
82. 1 2  “An Execution in Hadrut”. 《벨링캣》. 2020년 10월 15일. 2020년 10월 16일에 확인함.
83. ↑  “Nagorno-Karabakh conflict: 'Execution' video prompts war crime probe”. 《BBC 뉴스》. 2020년 10월 24일. 2021년 7월 1일에 확인함.
84. ↑  Navalny, Alexei (2020년 12월 14일). “Дело раскрыто. Я знаю всех, кто пытался меня убить” [사건이 해결되었습니다. 저를 죽이려 했던 모든 사람을 압니다]. 《YouTube (www.youtube.com)》 (러시아어). 2020년 12월 21일에 확인함.(eng. 자막)
85. 1 2  “FSB Team of Chemical Weapon Experts Implicated in Alexey Navalny Novichok Poisoning”. 《벨링캣》. 2020년 12월 14일. 2020년 12월 14일에 확인함.
86. ↑  “Alexei Navalny: Report names 'Russian agents' in poisoning case”. 《BBC 뉴스》. 2020년 12월 14일. 2020년 12월 14일에 확인함.
87. ↑  Lister, Tim; Ward, Clarissa; Shukla, Sebastian (2020년 12월 14일). “CNN-Bellingcat investigation identifies Russian specialists who trailed Putin's nemesis Alexey Navalny before he was poisoned”. 《CNN 인터내셔널》. 2020년 12월 14일에 확인함.
88. ↑  Horton, Adrian (2022년 1월 27일). “Navalny review – shocking documentary of a Russian poisoning”. 《가디언》. 2022년 12월 13일에 확인함.
89. ↑  “Russian Poet Dmitry Bykov Targeted by Navalny Poisoners”. 《벨링캣》. 2021년 6월 9일.
90. ↑  AP 통신 in Moscow (2021년 6월 9일). “FSB agents who tracked Navalny before poisoning also tailed author – Bellingcat”. 《가디언》. 2021년 6월 9일에 확인함.
91. ↑  “증거에 따르면 에티오피아군이 티그라이에서 학살을 저질렀다”. 《BBC 뉴스》. 2021년 4월 1일. 2021년 4월 2일에 원본 문서에서 보존된 문서. 2021년 4월 2일에 확인함.
92. ↑  “마히베레 데고: 에티오피아 절벽 학살의 단서”. 《벨링캣》. 2021년 4월 1일. 2021년 4월 2일에 원본 문서에서 보존된 문서. 2021년 4월 2일에 확인함.
93. ↑  “Indonesia online propaganda undermining West Papua”. 《바누아투 데일리 포스트》. 2019년 9월 11일.
94. ↑  “Twitter removes accounts linked to Egypt, Saudi Arabia, other countries”. 《로이터》. 2020년 4월 2일.
95. ↑  Heilweil, Rebecca (2021년 1월 8일). “How Trump's internet built and broadcast the Capitol insurrection”. 《복스 미디어》. 2022년 2월 14일에 확인함.
96. ↑  Beckett, Lois; Ho, Vivian (2021년 1월 9일). “'She was deep into it': Ashli Babbitt, killed in Capitol riot, was devoted conspiracy theorist”. 《가디언》. 2022년 2월 14일에 확인함.
97. ↑  Mance, Henry (2021년 1월 29일). “Bellingcat's Eliot Higgins: 'We're on the precipice of the misinformation age'”. 《파이낸셜 타임스》.
98. ↑  “Jewelry designer unmasked as Russian spy luring NATO chiefs into honeytraps”. 《뉴욕 포스트》 (미국 영어). 2022년 8월 27일. 2022년 8월 27일에 확인함.
99. ↑  “Bellingcat komt Russische spion op het spoor door opvallende naam”. 《nos.nl》 (네덜란드어). 2022년 8월 27일. 2022년 8월 27일에 확인함.
100. ↑  “Socialite, Widow, Jeweller, Spy: How a GRU Agent Charmed Her Way Into NATO Circles in Italy”. 《bellingcat》 (영국 영어). 2022년 8월 25일. 2022년 8월 27일에 확인함.
101. ↑  Batuman, Elif (2013년 11월 23일). “Rocket Man”. 《더 뉴요커》. 2016년 12월 24일에 확인함.
102. ↑  Jasmine Andersson (2018년 10월 9일). “What is Bellingcat – and what else had they uncovered before the Salisbury poisoning suspects?”. 《inews.co.uk》 (영국 영어). 2019년 8월 4일에 확인함.
103. ↑  Mackinnon, Amy (2020년 12월 17일). “Bellingcat Can Say What U.S. Intelligence Can't”. 《외교 정책》 (미국 영어). 2021년 7월 5일에 확인함.
104. ↑  Balmforth, Tom (2021년 10월 8일).  Osborn, Andrew, 편집. “Russia names Bellingcat investigative outlet 'foreign agent'”. 《로이터》 (모스크바). 2021년 10월 11일에 확인함.
105. 1 2  “Russia Bans Bellingcat, Insider as 'Undesirable' Orgs”. 《모스크바 타임스》. 2022년 7월 15일. 2022년 7월 15일에 확인함.
106. ↑  “Russia bans news outlet Bellingcat, labels it a security threat”. 《로이터》. 2022년 7월 15일. 2022년 7월 15일에 확인함.
107. ↑  “Bellingcat Chief Forced to Leave Vienna Following Security Threats”. 모스크바 타임스. 2023년 2월 1일.
108. ↑  “Tool for teachers: Did that really happen?”. 《컬럼비아 저널리즘 리뷰》 (영어). 2019년 8월 4일에 확인함.
109. ↑  “A Guide to Open Source Intelligence (OSINT)”. 《컬럼비아 저널리즘 리뷰》 (영어). 2019년 8월 4일에 확인함.
110. ↑  “Misinformation is inciting violence around the world. And tech platforms don't seem to have a plan to stop it”. 《포인터 연구소》 (미국 영어). 2019년 4월 4일. 2019년 8월 4일에 확인함.
111. ↑  Walker, Amy Schoenfeld (2019년 6월 1일). “Preparing Students for the Fight Against False Information With Visual Verification and Open Source Reporting”. 《Journalism & Mass Communication Educator》 (영어) 74 (2): 227–239. doi:10.1177/1077695819831098. ISSN 1077-6958.
112. ↑  “A 5-point guide to Bellingcat's digital forensics tool list”. 《factcheckingday.com》 (영어). 2019년 8월 4일에 원본 문서에서 보존된 문서. 2019년 8월 4일에 확인함.
113. 1 2 3  “Bellingcat Can Say What U.S. Intelligence Can't”. 《외교 정책》. 2020년 12월 17일.
114. ↑  “Pressemitteilung 2015 - Hanns-Joachim-Friedrichs-Preis” [2015년 보도자료 - 한스 요아힘 프리드리히스 상]. 《Hanns-joachim-friedrichs.de》 (독일어). 2016년 12월 24일에 확인함.
115. ↑  “Christiaan Triebert”. 《www.europeanpressprize.com》. 2020년 12월 29일에 확인함.
116. ↑  “Die GewinnerInnen des Prix Ars Electronica 2018”. 《아르스 일렉트로니카상》 (독일어). 2018년 6월 11일. 2021년 7월 1일에 확인함.
117. ↑  “Christo Grozev”. 《www.europeanpressprize.com》. 2021년 7월 1일에 확인함.
118. ↑  “Scripps Howard Awards announce winners, recognize exceptional American journalism”. 《Scripps》. 2020년 12월 29일에 확인함.
119. ↑  “Nick Robinson defends BBC from press attacks and calls Russian-backed broadcaster RT 'a threat'”. 《프레스 가제트》. 2019년 4월 30일. 2021년 7월 1일에 확인함.
120. ↑  “PSA Awards Results 2019”. 《정치학 협회》. 2019년 11월 12일. 2021년 7월 1일에 확인함.
121. ↑  “Bellingcat krijgt Machiavelliprijs voor 'kwaliteitsimpuls' journalistiek (Bellingcat receives Machiavelli prize for 'quality impulse' journalism)”. 《nos.nl》 (네덜란드어). 2020년 1월 7일. 2020년 2월 12일에 확인함.
122. ↑  “Bellingcat ontvangt Machiavelliprijs 2019”. 《Stichting Machiavelli》 (네덜란드어). 2020년 2월 13일. 2022년 1월 19일에 확인함.
123. ↑  “Nominees Announced for the 41st Annual News & Documentary EMMY® Awards” (PDF). National Academy of Television Arts & Sciences. 2020년 8월 6일.
124. ↑  “Audio and Radio Industry Awards 2020 – Winners”. 《라디오 투데이》. 2020년 3월 4일. 2021년 7월 1일에 확인함.
125. ↑  “Amnesty Media Awards 2021: Winners announced”. 2021년 4월 28일.
126. ↑  “CNN Wins 8 News And Documentary Emmy® Awards – Leading Night One”. 2021년 9월 28일. 2021년 9월 29일에 원본 문서에서 보존된 문서.
127. ↑  “Christo Grozev of Bellingcat Accepts ICFJ Innovation in International Reporting Award”. 《International Center for Journalists》 (영어). 2023년 6월 1일에 확인함.
128. ↑  “Sunday Life's investigative journalism honoured at inaugural Media Freedom Awards”. 《belfasttelegraph》 (영국 영어). ISSN 0307-1235. 2022년 11월 14일에 확인함.
129. ↑  “The winners of this year's WIN WIN Gothenburg Sustainability Award have been named”. 2023년 10월 25일.
130. ↑  “Anne Jacobsens Memorial Award 2023”. 2023년 6월 12일.
131. ↑  “Bellingcat – Truth in a Post-Truth World”. 《IDFA》. 2019년 12월 1일에 확인함.
132. ↑  “Bellingcat - Truth in a Post-Truth World”. 《휴먼 라이츠 워치 영화제》. 2019년 12월 1일에 확인함.
133. ↑  “BELLINGCAT – TRUTH IN A POST-TRUTH WORLD WINS THE RTBF AWARD AT THE FESTIVAL DES LIBERÉTES 2019”. Submarine. 2019년 10월 31일. 2019년 12월 1일에 확인함.
134. ↑  “Two Dutch documentaries win International Emmy awards”. DutchNews.nl. 2019년 11월 26일. 2019년 12월 1일에 확인함.
135. ↑  “FSB Team of Chemical Weapon Experts Implicated in Alexey Navalny Novichok Poisoning”. 《벨링캣》. 2020년 12월 14일. 2022년 10월 15일에 확인함.
136. ↑  Tim Lister, Clarissa Ward and Sebastian Shukla (2020년 12월 15일). “CNN-Bellingcat investigation identifies Russian specialists who trailed Putin's nemesis Alexey Navalny before he was poisoned”. 《CNN》. 2022년 10월 15일에 확인함.
137. ↑  Wolf, Zachary B. (2022년 4월 23일). “The new journalism uncovering poisoning and war crimes”. 《CNN》. 2022년 10월 15일에 확인함.
138. ↑  Walker, Shaun (2022년 1월 26일). “'Everyone was freaking out': Navalny novichok film made in secret premieres at Sundance”. 《가디언》. 2022년 10월 15일에 확인함.
139. ↑  “Documentary On Navalny Wins Top Awards At Sundance Film Festival”. 《RFE/RL》. 2022년 1월 29일. 2022년 10월 15일에 확인함.
140. ↑  나발니 오스카 수상
141. ↑  Zegart, Amy (2021년 9월 1일). “Spies Like Us”. 《외교》 (미국 영어). ISSN 0015-7120. 2022년 4월 26일에 확인함.
142. “악숨의 학살” (PDF). 《국제앰네스티》. 2021년 2월 26일. 2021년 2월 26일에 원본 문서에서 보존된 문서. 2021년 2월 27일에 확인함.
143. “에티오피아: 에리트레아 군, 티그라이 민간인 학살”. 《휴먼 라이츠 워치》. 2021년 3월 5일. 2021년 3월 8일에 원본 문서에서 보존된 문서. 2021년 3월 9일에 확인함.